# Le Veilleur de nuit (film, 1997)
Pour les articles homonymes, voir Le Veilleur de nuit.
Pour plus de détails, voir Fiche technique et Distribution.
Le Veilleur de nuit (Nightwatch) est un film américain réalisé par Ole Bornedal, sorti en 1997. Il s'agit du remake américain du film homonyme Le Veilleur de nuit tourné par le même réalisateur en 1994.

## Synopsis
Martin, étudiant en droit, est embauché comme veilleur de nuit dans une morgue pour arrondir ses fins de mois. Mais un tueur en série adepte de la nécrophilie rode depuis quelque temps en ville, en assassinant des prostituées...

## Fiche technique
- Titre français : Le Veilleur de nuit
- Titre original : Nightwatch
- Réalisation : Ole Bornedal
- Scénario : Steven Soderbergh et Ole Bornedal, d'après le scénario du film Le Veilleur de nuit, écrit par Ole Bornedal
- Musique : Joachim Holbek
- Photographie : Dan Laustsen
- Montage : Sally Menke
- Production : Michael Obel
- Sociétés de production : Dimension Films & Michael Obel Productions
- Société de distribution : Dimension Films
- Pays :  États-Unis
- Langue : Anglais
- Format : Couleur - Dolby Digital - 35 mm - 2.35:1
- Genre : Thriller
- Durée : 101 min
- Film interdit en salles aux moins de 12 ans en France

## Distribution
- Ewan McGregor (VF : Cédric Dumond ; VQ : Gilbert Lachance) : Martin Bells
- Nick Nolte (VF : Michel Vigné ; VQ : Hubert Gagnon) : Inspecteur Thomas Albert Cray
- Patricia Arquette (VF : Anneliese Fromont ; VQ : Natalie Hamel-Roy) : Katherine
- Josh Brolin (VF : Bernard Gabay ; VQ : Pierre Auger) : James Gallman
- Lauren Graham (VQ : Charlotte Bernard) : Marie
- Brad Dourif (VF : Pierre Laurent ; VQ : Carl Béchard) : médecin de garde
- Alix Koromzay (VF : Barbara Delsol ; VQ : Sophie Léger) : Joyce
- John C. Reilly (VQ : Bernard Fortin) : l'inspecteur Bill Davis
- Lonny Chapman (VF : René Morard) : Johnson, le vieux veilleur de nuit